# Сан-Поло

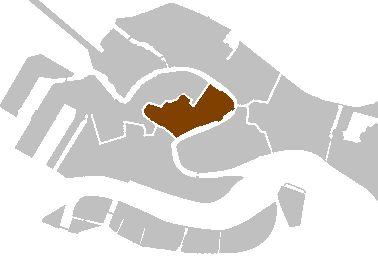
Район на схеме города.

Сан-Поло (итал. San Polo, вен. San Poło) — один из шести исторических районов Венеции. Расположен в центре, между районами Сан-Марко и Санта-Кроче. Название района переводится с венецианского диалекта как «Святой Павел», и связано с находящейся здесь одноименной церковью.
Район имеет площадь 35 гектаров, расположенных вдоль Гранд-канала. Сан-Поло соединяется с правым берегом Гранд-канала мостом Риальто. С 1097 года район выполнял функции торгового центра Венеции.
Достопримечательностями Сан-Поло являются церковь Сан-Джакомо ди Риальто — самая старая церковь в городе, основанная в IX веке, базилика Санта-Мария-Глорьоза-дей-Фрари, церковь Сан-Рокко и Скуола Гранде ди Сан-Рокко, Церковь Сан-Джованни Элемозинарио, Палаццо Альбрицци.